# جارملا غاجدوسوفا
جارميلا جاجدوسوفا (ولدت في 26 أبريل 1987 في براتيسلافا، تشيكوسلوفاكيا)، وتعرف باسم غروث جارميلا 2009-2011، لاعبة تنس سلوفاكية -أسترالية. أصبحت محترفة في عام 2005

## حياتها الشخصية
والدها مهندس وكذلك والدتها التي توفيت في عام 2012 ، أخوها الأكبر جان متزلج محترف، ومن هوايتها ركوب الدراجات الهوائية، تزوجت من لاعب التنس الأسترالي سامويل غروث في عام 2009 فأصبحت تُدعى بجارميلا غروث حتى تم انفصالهما عام 2011 وعادت لاستخدام اسمها الأوسط مرة أخرى جارميلا جاجدوسوفا كما هو الآن في ترتيب التصنيف العالمي للاعبات التنس المحترفات.

## روابط إضافية
- Jarmila Gajdosova's home page
- على موقع رابطة محترفات كرة المضرب
- Junior profile

## روابط خارجية
- جارملا غاجدوسوفا على موقع رابطة محترفات التنس (الإنجليزية)
- جارملا غاجدوسوفا على موقع الاتحاد الدولي لكرة المضرب (الإنجليزية)
- جارملا غاجدوسوفا على موقع كأس بيلي جين كينغ (الإنجليزية)
- جارملا غاجدوسوفا على موقع اتحاد التنس الأسترالي (الإنجليزية)
- جارملا غاجدوسوفا على موقع خلاصة التنس.كوم (الإنجليزية)
- جارملا غاجدوسوفا على موقع إي إس بي إن.كوم (الإنجليزية)
- جارملا غاجدوسوفا على موقع اللجنة الأولمبية الدولية (الإنجليزية)
- جارملا غاجدوسوفا على موقع أوليمبيديا (الإنجليزية)
- جارملا غاجدوسوفا على موقع اللجنة الأولمبية الأسترالية (الإنجليزية)